# Винзелер
Винзелер (люкс. Wanseler, фр. и нем. Winseler) — коммуна в Люксембурге, располагается в округе Дикирх. Коммуна Винзелер является частью кантона Вильц. В коммуне находится одноимённый населённый пункт.
Население составляет 1344 человек (на 2018 год), в коммуне располагаются 386 домашних хозяйств. Занимает площадь 30,42 км² (по занимаемой площади 18 место из 116 коммун). Наивысшая точка коммуны над уровнем моря составляет 520 м. (17 место из 116 коммун), наименьшая 320 м. (112 место из 116 коммун).

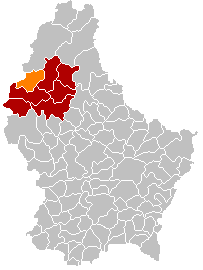
Оранжевый цвет — коммуна Винзелер, красный — кантон Вильц.